# Adolphe Le Boucher
Adolphe Le Boucher, né à Caen le 8 octobre 1837 et mort à Toulouse le 10 février 1896, est le premier gouverneur civil de la Nouvelle-Calédonie.

## Biographie
Né à Caen, le 8 octobre 1837, il entre dans la vie active comme enseignant mais il exerce peu de temps et quitte la métropole pour la Nouvelle-Calédonie où il entre dans l'administration coloniale en 1864 comme simple écrivain recruté sur place.
Il se marie en 1869 et accède l'année suivante au rang de « chef du Bureau du Domaine ».
« Suspendu et renvoyé en France » à la suite de l'évasion de Rochefort et de ses compagnons, il quitte la Nouvelle-Calédonie après y avoir séjourné onze années.
On le retrouve « gouverneur par intérim » du Sénégal lorsqu'il est nommé « directeur de l'Intérieur » de la Nouvelle-Calédonie (décret du 9 novembre 1883). Arrivé à Nouméa le 27 mai 1884, il occupe donc le poste de second personnage de la colonie durant deux mois puis, nommé gouverneur par décret du 31 mai, il entre en fonction le 22 juillet 1884.
Nommé gouverneur de la Guadeloupe en 1886, il y termine sa carrière en 1891 comme gouverneur de 1re classe des colonies.
Retiré à Toulouse, il se suicide le 10 février 1896.

## Distinctions
- Chevalier de la Légion d'honneur (décret du 24 novembre 1886 [1] )